# Phytosciara bambusae
Phytosciara bambusae är en tvåvingeart som beskrevs av Yang 2003. Phytosciara bambusae ingår i släktet Phytosciara och familjen sorgmyggor. Inga underarter finns listade i Catalogue of Life.